# Епархия Эскуинтлы

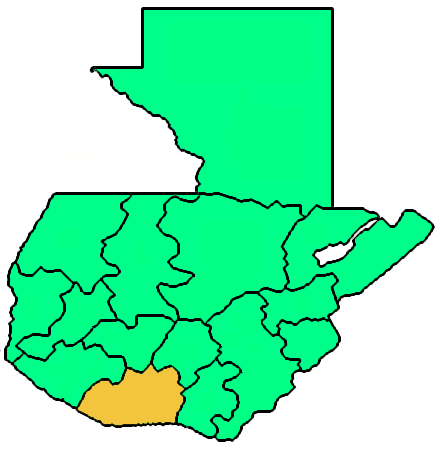
Карта епархии Эскуинтлы

Епархия Эскуинтлы (лат.  Dioecesis Escuintlensis) — епархия Римско-Католической церкви с центром в городе Эскуинтла, Гватемала. Епархия Эскуинтлы распространяет свою юрисдикцию на департамент Эскуинтла. Епархия Эскуинтлы входит в митрополию Гватемалы. Кафедральным собором епархии Эскуинтлы является церковь Непорочного Зачатия Пресвятой Девы Марии.

## История
9 мая 1969 года Римский папа Павел VI издал буллу De animorum bono, которой учредил Территориальная прелатуратерриториальную прелатуру Эскуинтлы, выделив её из архиепархии Гватемалы.
28 июля 1994 года Римский папа Иоанн Павел II издал буллу Cum praelatura territorialis, которой преобразовал территориальную прелатуру Эскуинтлы в епархию.

## Ординарии епархии
- епископ José Julio Aguilar García (9.05.1969 — 2.11.1972 — назначен епископом Киче);
- епископ Mario Enrique Ríos Mont (13.07.1974 — 3.03.1984);
- епископ Fernando Claudio Gamalero González (13.03.1986 — 3.04.2004);
- епископ Victor Hugo Palma Paúl (3.04.2004 — 10.12.2024 — назначен архиепископом Лос-Альтос Кесальтенанго-Тотоникапана).

## Источник
- Annuario Pontificio, Libreria Editrice Vaticana, Città del Vaticano, 2003, ISBN 88-209-7422-3
- Булла De animorum bono  (лат.)
- Булла Cum praelatura territorialis  (лат.)